# Остеокальцин
Остеокальцин — это наиболее информативный маркер формирования кости. Он высвобождается остеобластами в процессе остеосинтеза и частично поступает в кровоток. Возможно, изначально это реакция на стресс. Для определения его уровня используют сыворотку или плазму крови, взятой натощак. Получена хорошая корреляция между уровнем остеокальцина в крови и данными инвазивных методов оценки состояния процесса формирования кости при различных метаболических поражениях скелета.
Уровень остеокальцина в крови повышен при:
- остеомаляции
- болезни Педжета
- гипертиреозе
- первичном гиперпаратиреозе
- почечной остеодистрофии
- хронической почечной недостаточности
- активных процессах формирования кости (в том числе и опухолевых)
- активных процессах роста (подростковый возраст)
- метастазировании опухолей различного происхождения в костную ткань

Пониженные уровни остеокальцина отмечаются при:
- гипопаратиреозе
- беременности
- дефиците соматотропина
- продолжительной терапии кортикостероидами

При остеопорозе уровень остеокальцина может быть повышенным или нормальным, в зависимости от выраженности процессов остеосинтеза.
Нужно иметь в виду, что уровень остеокальцина в крови подвержен большим суточным колебаниям.